# Digonodes gnorimaria
Digonodes gnorimaria är en fjärilsart som beskrevs av Dyar 1912. Digonodes gnorimaria ingår i släktet Digonodes och familjen mätare. Inga underarter finns listade i Catalogue of Life.